# Days of Defiance (альбом)
Days of Defiance  — шостий альбом грецької хеві-метал групи Firewind. Він був випущений 25 жовтня 2010 у Європі та 26 жовтня — у Північній Америці.
Гітара, бас, клавішні та ударні були записані на студіях Sound Symmetry Studios та Zero Gravity Studios у Греції, тоді як вокал — на Studio Landgren 5,0 у Швеції. Весь бек-вокал був записаний Marcus Pålsson. Обкладинка альбому створена Gustavo Sazes.

## Список композицій
| #   | Назва                       | Тривалість |
| --- | --------------------------- | ---------- |
| 1.  | «The Ark Of Lies»           | 4:45       |
| 2.  | «World on Fire»             | 4:39       |
| 3.  | «Chariot»                   | 4:39       |
| 4.  | «Embrace The Sun»           | 4:06       |
| 5.  | «The Departure»             | 0:45       |
| 6.  | «Heading For The Dawn»      | 4:01       |
| 7.  | «Broken»                    | 3:26       |
| 8.  | «Cold As Ice»               | 4:35       |
| 9.  | «Kill In The Name Of Love»  | 4:27       |
| 10. | «SKG»                       | 5:20       |
| 11. | «Losing Faith»              | 4:12       |
| 12. | «The Yearning»              | 4:54       |
| 13. | «When All Is Said And Done» | 5:06       |

| Бонусні композиції обмеженого видання | Бонусні композиції обмеженого видання   | Бонусні композиції обмеженого видання |
| #                                     | Назва                                   | Тривалість                            |
| ------------------------------------- | --------------------------------------- | ------------------------------------- |
| 14.                                   | «Wild Rose»                             | 4:25                                  |
| 15.                                   | «Ride To The Rainbow's End»             | 4:32                                  |
| 16.                                   | «Breaking The Law (Judas Priest Cover)» | 2:38                                  |

| Бонусна композиція в iTunes | Бонусна композиція в iTunes | Бонусна композиція в iTunes |
| #                           | Назва                       | Тривалість                  |
| --------------------------- | --------------------------- | --------------------------- |
| 14.                         | «Riding On The Wind»        | 4:16                        |

## Сингли
На основі альбому Days of Defiance було випущено два сингли: World on Fire та Embrace The Sun.

## Учасники
- Apollo Papathanasio — вокал
- Gus G. — соло-гітара
- Bob Katsionis — ритм-гітара та клавішні
- Petros Christo — бас
- Mark Cross — удачні (Згаданий як учасник запису ударних для альбому, однак більше не є учасником групи і не фігурує у рекламних та художніх матеріалах)
- Michael Ehré — ударні (брав участь лише у записі «Breaking the Law»)